# Pseudagrion glaucoideum
Pseudagrion glaucoideum är en trollsländeart som beskrevs av Schmidt in Ris 1936. Pseudagrion glaucoideum ingår i släktet Pseudagrion och familjen dammflicksländor. IUCN kategoriserar arten globalt som livskraftig. Inga underarter finns listade i Catalogue of Life.